# 保定郡
保定郡，中国唐朝时设置的郡。
至德元载（756年）改安定郡置，治所在保定县（今甘肃省泾川县北）。辖境相当今甘肃省泾川、华亭、镇原、灵台等县。乾元元年（758年）改泾州。